# Guraleus bordaensis
Guraleus bordaensis is een slakkensoort uit de familie van de Mangeliidae. De wetenschappelijke naam van de soort is voor het eerst geldig gepubliceerd in 1947 door Cotton.